# Anna Maria Jopek
Anna Maria Jopek, född 14 december 1970 i Warszawa, är en polsk musiker och sångerska. Hon representerade Polen i 1997 års Eurovision Song Contest. 2002 gjorde hon ett album tillsammans med jazzgitarristen Pat Metheny. Hon är mottagare av ett flertal priser för hennes musik, inklusive Michel Legrand's Personal Award i Vitebsk år 1994, även alla priser i Polen, tillsammans med guld och platinaalbum. Dock har hon sagt: "Musik i sig är det största priset för mig och den högsta utmaningen med så många frågor återstår de att bli besvarade." 
Hon deltog i Eurovision Song Contest 1997 med låten "Ale jestem" och slutade på 11:e plats av 25 stycken deltagare.
Hon är gift med Marcin Kydryński och de har två barn tillsammans.
Anna Maria Jopek är dotter till den kända sångaren Stanisław Jopek (1935-2006), som är känd som "First Coachman of Poland" för sin signatursång "Furman", och före detta dansaren Maria Stankiewicz.
På hennes julskiva, Dzisiaj w Betlejem (1999) förekommer två duetter med hennes pappa. 
Anna Marias syster Patricja är en känd konsertviolinist.

## Diskografi
- 1997 - Ale Jestem
- 1998 - Szeptem / Koncert
- 1999 - Jasnosłyszenie
- 1999 - Dzisiaj w Betlejem
- 2000 - Bosa
- 2002 - Barefoot
- 2002 - Nienasycenie
- 2002 - Upojenie — med Pat Metheny
- 2003 - Farat
- 2005 - Niebo
- 2005 - Secret
- 2007 - ID
- 2009 - Jo & Co
- 2009 - Dwa serduszka, cztery oczy (box)
- 2011 - Haiku
- 2011 - Sobremesa (2011)
- 2011 - Polanna (2011)
- 2017 - Minione
- 2017 - Czas kobiety
- 2018 - Ulotne